# Narancsszínű fülemüle
A narancsszínű fülemüle (Larvivora brunnea) a madarak (Aves) osztályának verébalakúak (Passeriformes) rendjébe, ezen belül a légykapófélék (Muscicapidae) családjába tartozó faj.

## Rendszertani besorolása
Leírása óta ennek a kis énekesmadárnak többször is cserélték a rendszertani besorolását. Hamarább a rigófélék (Turdidae) közé sorolták. Később áthelyezték a légykapófélék (Muscicapidae) közé, a Luscinia nevű madárnembe. Azonban az újabb molekuláris törzsfejlődéses (philogenesis) kutatásoknak köszönhetően megtudtuk, hogy ez a madár, néhány másik Luscinia-fajjal együtt nem ebbe a nembe tartozik. A Lusciniából kivont fajoknak és a két ázsiai Erithacus-fajnak, megalkották, vagyis újrahasznosították, az 1837-ben megalkotott Larvivora madárnemet.

## Előfordulása
Banglades, Bhután, Kína, India, Mianmar, Nepál, Pakisztán és Srí Lanka területén honos. Sűrű erdők aljnövényzetének lakója. Vonuló madár, mely a nyarat előfordulási területének északi részén tölti, viszont télire az indiai Nyugati-Ghátokra és Srí Lankára vonul. A törzsalfaj akár Kelet-Afganisztánba és Kelet-Himalájára is elrepülhet, míg a wickhami alfaj Nyugat-Mianmarban költ, és nemigen költözik.

## Alfajai
- Larvivora brunnea brunnea (Hodgson, 1837) - Afganisztán keleti részétől a Himalája vonulatain át Közép-Kínáig
- Larvivora brunnea wickhami (Stuart Baker, 1916) - Mianmar nyugati része

## Megjelenése
Testhossza 15 centiméter, vagyis körülbelül akkora, mint a kékbegy (Luscinia svecica). A kifejlett hím tollazatának színe a háti részen kék, míg a hasi részen rozsdás-narancssárga. A fekete pofája fölött egészen a tarkójáig egy-egy fehér sáv húzódik. A hasának legalsó része, valamint farktollainak alsó oldala szintén fehérek. A tojó háti része olajbarna, míg hasi része, testoldalai és a farkalatti része világos sárgásbarnák. A szemei körül világos gyűrűk vannak. A fiatal példányok mindkét nem esetében, sötétbarnák világos sárgásbarna foltozással.

## Életmódja
A narancsszínű fülemüle főleg a talajon keresi a rovarokból álló táplálékát. Ilyenkor a barázdabillegetőhöz (Motacilla alba) hasonlóan beillegeti farktollait. Vonuló madárként évente két nagy utat tesz meg. A Himalájába májusban érkezik és szeptemberben költözik el. Egyesek akár augusztusban is elindulnak. A költözés során és télen az egész indiai szubkontinensen megfigyelhetők, de főleg délnyugaton. A meggyűrűzött madaraktól megtudtuk, hogy a különböző egyedek nem mindig ugyanazon az útvonalon vándorolnak. A sűrű erdőt és bozótost kedveli.

## Szaporodása
Költési időszaka májustól júliusig tart. Fészkét a talajra építi, általában nagy fák gyökerei közé, vagy egyéb természetes mélyedésekbe. A fészek gyökerekből, szőrzetből és tollúból készül. Fészekalja általában 4 darab halványkék tojásból áll. Feltételezés szerint, csak a tojó költ, azonban megfigyelték amint mindkét szülő eteti a fiókákat. A régi irodalomban megvan említve, hogy a kakukk (Cuculus canorus) költésparazitája ennek az énekesmadárnak.

## Képek

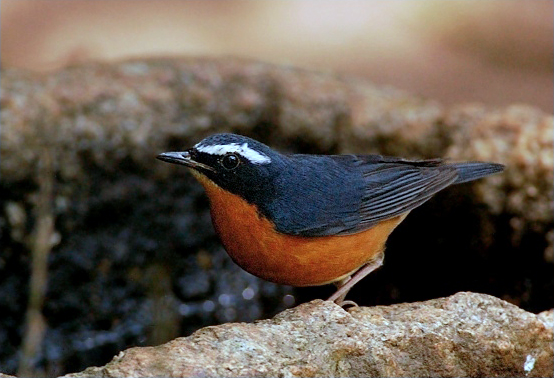
Hím példány
Rajz a madár hímjéről

## Fordítás
- Ez a szócikk részben vagy egészben  az   Indian blue robin című angol Wikipédia-szócikk ezen változatának fordításán alapul.  Az eredeti cikk szerkesztőit annak laptörténete sorolja fel. Ez a jelzés csupán a megfogalmazás eredetét és a szerzői jogokat jelzi, nem szolgál a cikkben szereplő információk forrásmegjelöléseként.